# مرکز جابه‌جایی کوه هارت

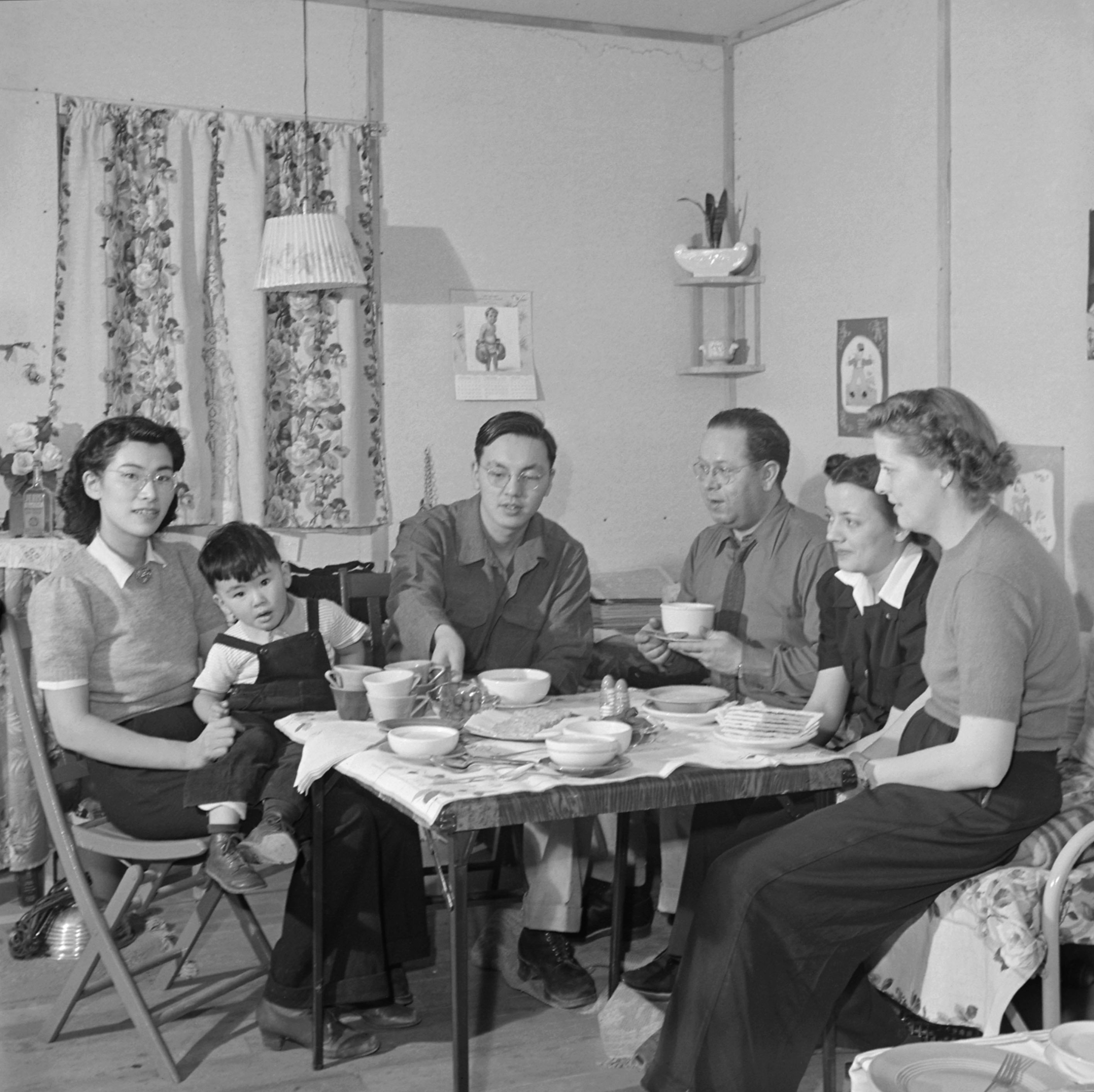
خانوادهٔ بیل هوساکاوا در مرکز جابه‌جایی کوه هارت. این ارودگاه در پی فرمان اجرایی ۹۰۶۶، مقرر شد یکی از ده اردوگاهی باشد که برای بازداشت دسته‌جمعی ژاپنی‌های آمریکا ایجاد شود. این‌گونه اردوگاه‌ها از فوریه ۱۹۴۲ تا مارس ۱۹۴۶ برپا بودند و در این مدت بین ۱۱۰٬۰۰۰ تا ۱۲۰٬۰۰۰ ژاپنی‌تبار به اجبار در آن‌جای اسکان داده‌شدند.

مرکز جابه‌جایی کوه هارت (انگلیسی: Heart Mountain Relocation Center) که از روی کوه هارت نام‌گذاری شده، در غرب میانه بین شهرهای کودی و واپل در شمال غربی وایومینگ واقع شده و یکی از ده اردوگاهی است که برای بازداشت دسته‌جمعی ژاپنی‌ها در آمریکا ایجاد شد. این بازداشت متعاقب بمباران پرل هاربر در ۱۹۴۱ در طول جنگ جهانی دوم و بر اساس فرمان اجرایی فرانکلین دلانو روزولت و به توصیه سپهبد جان ال. دیویت انجام شد.